# Футбол в Кыргызстане
Футбол в Кыргызстане относится к наиболее популярным видам спорта. Организацией и управлением футболом в стране занимается Кыргызский футбольный союз.

## Внутренние соревнования

### Советский период
Первый футбольный матч в Кыргызстане состоялся 21 марта 1921 года. Тогда в городе Пишпек встретились местные футболисты и представителями города Верный. Встреча завершилась победой гостей со счётом 3:1.
Первый чемпионат Киргизии по футболу был разыгран в 1934 году, когда она была ещё не союзной республикой, а АССР в составе РСФСР. Первым чемпионом стала команда города Фрунзе. Впоследствии республиканский чемпионат проводился ежегодно, за исключением 1939—1944 годов. В 1938 году были разыграны два чемпионата — весенний и осенний, оба выиграло фрунзенское «Динамо».
В чемпионате Киргизской ССР участвовали команды городов, областей и спортивных обществ, которые в 1960-е годы уступили командам спортивных клубов и предприятий. В 1960-80-е годы титулы чемпиона Киргизской ССР в основном делили между собой фрунзенские «Инструментальщик» и «Сельмашевец». На счету «Инструментальщика» восемь побед в турнире, у «Сельмашевца» — тринадцать, в том числе в последних шести сезонах союзного времени.
С 1939 года также разыгрывался Кубок Киргизской ССР. Первым обладателем трофея стало фрунзенское «Динамо». Чаще всего Кубок республики доставался «Сельмашевцу» («Торпедо») — 15 раз.

Эмблема футбольного клуба «Алга»

Киргизский футбол также был представлен в первенстве СССР. Ведущей командой республики была фрунзенская «Алга» — она провела 27 сезонов в первой лиге (1947—1973, 1975, 1979) и 16 сезонов во второй. Высшее достижение «Алги» — делёж 7-9-го мест в первой лиге сезона-67 и победа в финальном турнире второй лиги в 1974 году. «Алга» семь раз доходила до 1/16 финала Кубка СССР, где играла против команд высшей лиги.
Ещё одной киргизской командой, игравшей в союзной первой лиге, было фрунзенское «Динамо» в 1947 году.
Киргизия и Эстония были единственными республиками СССР, чьи команды никогда не играли в высшей лиге.

### Период независимости
25 февраля 1992 года была создана Федерация футбола Кыргызстана (сейчас Киргизский футбольный союз), которая занимается развитием футбола в республике на разных уровнях — от международного на уровне сборных до массового, детско-юношеского, мини-футбола.
С 1992 года разыгрывается чемпионат Кыргызстана по футболу. Первым чемпионом страны после получения независимости стала «Алга», выигравшая турнир из 12 команд. В дальнейшем число участников элитного эшелона колебалось от 8 до 21. С 2008 года чемпионский титул разыгрывают от 6 до 9 команд. Чаще всего (12 раз) чемпионом становился бишкекский «Дордой» (2004—2009, 2011—2012, 2014, 2018—2020). Сезонный рекорд результативности принадлежит Роману Корнилову из СКА-ПВО, который в сезоне-2003 забил 39 мячей.
В пирамиду чемпионата Кыргызстана также входили первая и вторая лиги. К 2022 году вторым по значимости турниром в системе футбольных лиг Кыргызстана является Национальная лига, после него на третьей ступени — Региональная лига.
С 1992 года разыгрывается Кубок Кыргызстана. Этот трофей также чаще всего доставался «Дордою» — 10 раз (2004—2006, 2008, 2010, 2012, 2014, 2016—2018), но «Алга» выигрывала его всего на один раз реже (1992—1993, 1997—2003).
С 2011 года чемпион и обладатель Кубка Кыргызстана разыгрывают Суперкубок страны — за исключением 2015 года, когда он не проводился. Четыре раза Суперкубок доставался «Дордою» (2012—2014, 2019).

### Женский футбол
В 1990—1991 годах Киргизия была представлена в первых женских чемпионатах СССР: в сезоне-90 бишкекская «Азалия» стала шестой в зональном турнире первой лиги, а в сезоне-91, перебазировавшись в Кант, выиграла зону и должна была сыграть в финале, но не явилась на турнир в Воронеж.
Женский чемпионат Кыргызстана был впервые проведён в 2005 году. Первым обладателем титула стало «Эльдорадо Алтын-Олко» из Бишкека. Чемпионат разыгрывается только в одной лиге.
При финансовой помощи ФИФА с 2005 года проводится международный турнир Кубок Надежды.

## Международные соревнования

### Сборные

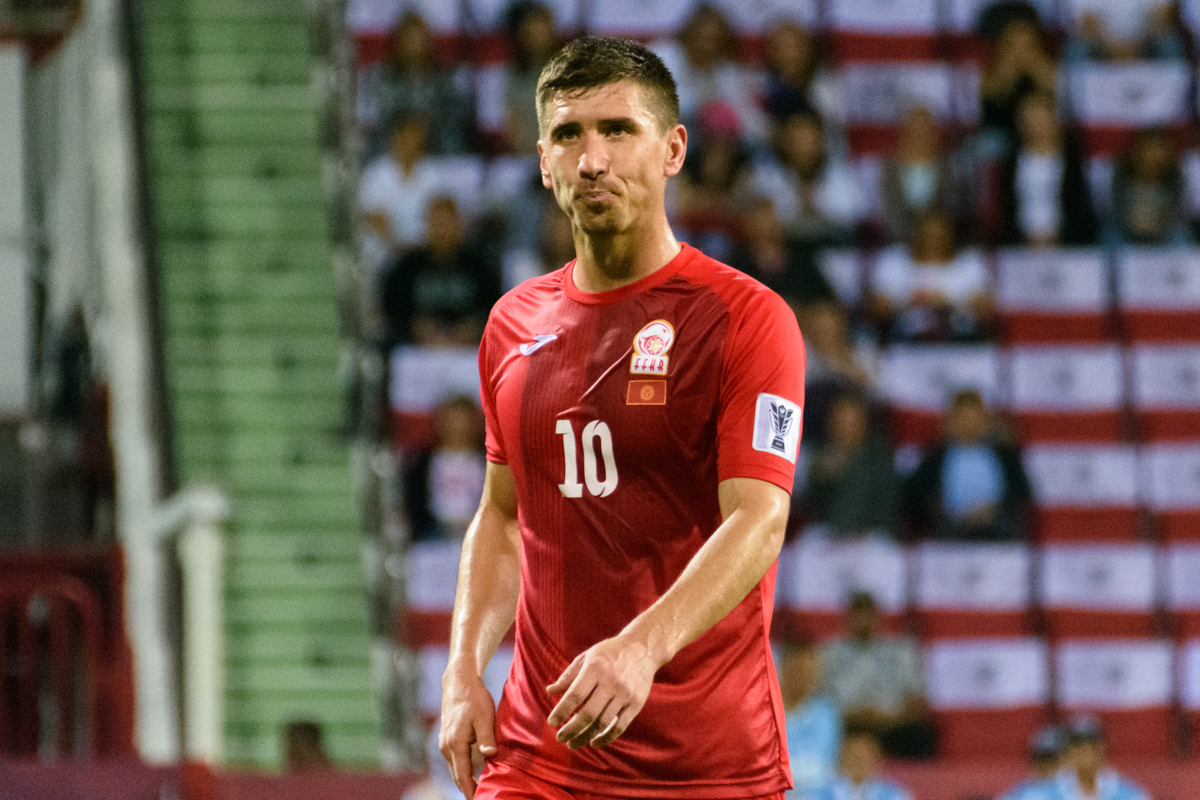
Мирлан Мурзаев в составе сборной Кыргызстана на Кубке Азии 2019 года

Сборная Кыргызстана провела первый матч 23 августа 1992 года в Ташкенте в рамках Кубка Центральной Азии, проиграв Узбекистану (0:3).
В 1994 году Федерация футбола Кыргызстана вступила в Азиатскую футбольную конфедерацию и ФИФА, получив право участвовать в международных турнирах под их эгидой. В 1990—2000-е годы сборная Кыргызстана играла нерегулярно — например, в 1995, 1998, 2002 и 2005 годах не провела ни одного матча. В тех же турнирах, в которых она участвовала, чаще всего занимала низкие места. Также, в 1996 году киргизские футболисты не преодолели первый отбор на Кубок Азии, а в 1997-м — на чемпионат мира. В отборочном турнире к Кубку Азии 2007 года сборная Кыргызстана не участвовала из-за низкого рейтинга ФИФА.
В 2006 году сборная Кыргызстана завоевала первую международную награду, заняв в Бангладеш третье место в Кубке вызова АФК для слабейших команд Азии.
С 2015 года после назначения главным тренером россиянина Александра Крестинина результаты киргизской сборной стали расти. В марте 2018 года Кыргызстана впервые пробилась в финальный турнир Кубка Азии, который состоялся в следующем году. Здесь киргизы сумели выйти из группы, проиграв Китаю и Южной Корее и победив Филиппины, и уступила в 1/8 финала сборной ОАЭ.

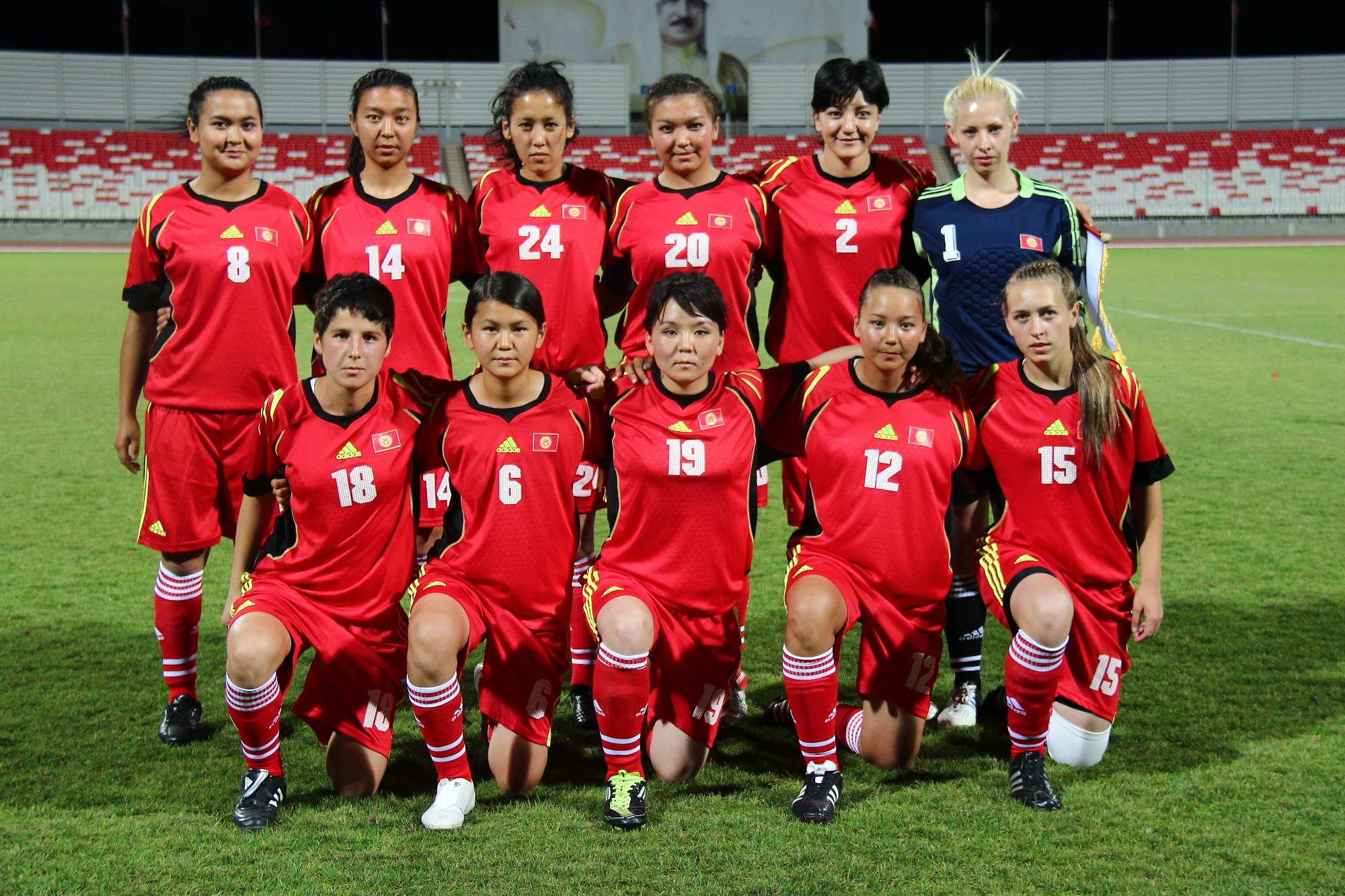
Женская сборная Кыргызстана в 2013 году

Женская сборная Кыргызстана провела первый матч 23 апреля 2009 года в Куала-Лумпуре против Малайзии (1:5) в рамках отборочного турнира женского Кубка Азии. В дальнейшем киргизки играли только в 2013 году, также когда участвовали в отборе к Кубку Азии — 2014.

### Клубы
Киргизские команды ни разу не выходили в групповой этап главного клубного турнира Азии — Лиги чемпионов (до 2002 года — клубный чемпионат Азии). Первый опыт участия в августе 1994 года получила «Алга», ставшая последней в отборочной группе. После этого киргизские команды неизменно выбывали в первом квалификационном раунде. В Лигу чемпионов киргизские коллективы не попадают из-за низкого рейтинга.
В Кубке обладателей кубков преодолеть первый квалификационный раунд удалось только однажды, в сезоне-96/97, когда «Семетей» из Кызыл-Кия выиграл у таждикистанского «Пахтакора».
В групповой этап Кубка АФК, второго по рангу в Азии, команды республики пробивались пять раз: «Алай» (2014, 2017—2018) и «Дордой» (2019—2020).
В 1993—2011 годах киргизские команды постоянно участвовали в Кубке чемпионов Содружества, но только дважды (в 2002 и 2009 годах) им удавалось стать не последними, а третьими в группе.

## Известные представители

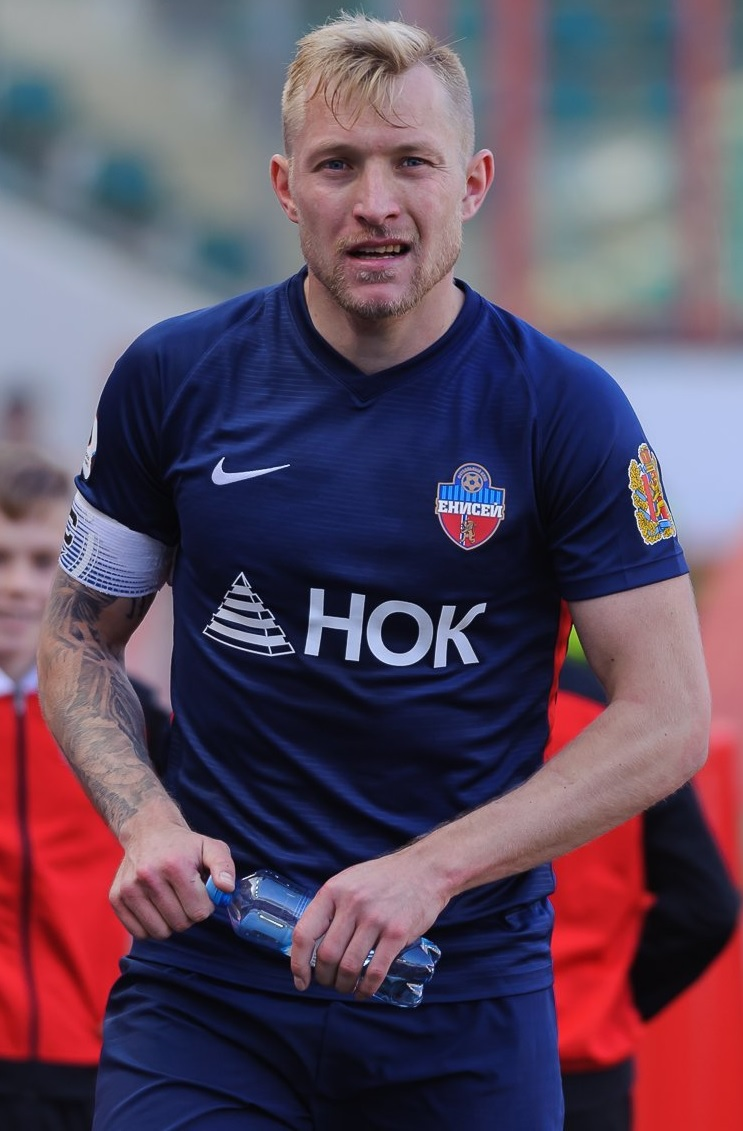
Валерий Кичин

Киргизские футболисты слабо представлены в ведущих лигах. В чемпионате России выступали три игрока из Кыргызстана: полузащитник Назим Аджиев играл за нижегородский «Локомотив» (1995), полузащитник Сергей Иванов — за махачкалинский «Анжи» (2001—2002), защитник Валерий Кичин — за нижегородскую «Волгу» (2013—2014) и красноярский «Енисей» (2018—2019). Нападающий Мирлан Мурзаев выступал в чемпионате Израиля за «Хапоэль» из Петах-Тиквы и в чемпионате Турции за «Акхисар Беледиеспор».
27 августа 2020 года полузащитник казахстанского «Кайрата» Гулгижит Алыкулов стал первым киргизским футболистом, забившим гол в еврокубках: в дебютном матче Лиги Европы он поразил ворота армянского «Ноа» (4:1).
Ряд киргизских футбольных судей имеют категорию ФИФА. В их числе — Бахадыр Кочкаров, который работал на девяти матчах чемпионатов мира 2010 и 2014 годов, будучи ассистентом главного судьи Равшана Ирматова из Узбекистана. Также он работал в финале клубного чемпионата мира 2008 года между ЛДУ и «Манчестер Юнайтед», на летних Олимпийских играх 2012 года, на Кубке конфедераций 2013 года.

## Развитие футбола
До 2010-х годов киргизский футбол испытывал проблемы в связи с малым числом международных контактов и недостатком финансирования как со стороны государства, так и со стороны предпринимателей: так, крупные банки поддерживали только мини-футбольные команды.
В Кыргызстане развивают сотрудничество с ФИФА и АФК. Специалисты этих футбольных организаций регулярно посещают республику, проводят обмен опытом с местными тренерами. Лучшие киргизские тренеры получают стипендии АФК, а местные юные футболисты — экипировку и мячи. Сотни киргизских специалистов прошли обучение для получения лицензий АФК. В 2011 году два тренера из Кыргызстана — Анарбек Ормомбеков и Нематжан Закиров — впервые получили лицензии Pro.